# Lluitant pel meu fill
Lluitant pel meu fill (títol original: Love Child) és una pel·lícula estatunidenca dirigida per Larry Peerce, estrenada l'any 1982.Ha estat doblada al català.

## Argument
Als 19 anys, va ser declarada culpable de robatori a mà armada. Als 20, es va enamorar d'un guàrdia de la presó i va tenir un nadó. La pel·lícula narra la història de la lluita d'una valenta dona per defensar l'únic dret que li quedava.

## Repartiment
- Amy Madigan: Terry Jean Moore
- Beau Bridges: Jack Hanson
- Mackenzie Phillips: J.J.
- Albert Salmi: Capità Ellis
- Joanna Merlin: Mrs. Sturgis
- Margaret Whitton: Jackie Steinberg

## Nominacions
- Globus d'Or 1970
  - Revelació femenina de l'any per Amy Madigan